# 위기십결
위기십결(囲碁十訣)은 바둑을 두는 데 필요한 열 가지의 격언을 의미한다.
- 부득탐승(不得貪勝)

승리를 탐하면 이기지 못함
- 입계의완(入界宜緩)

상대의 세력에 뛰어들 때는 너무 깊게 뛰어들지 말고 완만하게 가야함
- 공피고아(攻彼顧我)

상대를 공격하기에 앞서 자신의 허점을 살펴야 함
- 기자쟁선(棄子爭先)

돌 몇 점을 버리더라도 선수를 잡아야 함
- 사소취대(捨小就大)

작은 것을 버리고 큰 것을 취해야 함
- 봉위수기(逢危須棄)

위험에 처해 있는 돌은 살리려고만 하지 말고 버릴 줄 알아야 함
- 신물경속(愼勿輕速)

속단하여 쉽게 두어 나가지 말고, 신중히 생각하여 착점해야 함
- 동수상응(動須相應)

돌을 움직일 때는 주위의 돌과 호응해야 함
- 피강자보(彼强自保)

상대가 강한 곳에서는 자신을 보강해야 함
- 세고취화(勢孤取和)

세력이 빈약한 경우, 분란을 일으키려 하지 말고 타협해야 함